# Søndre Folgefonna
El glaciar Søndre Folgefonna o "'Folgefonna meridional'" es un glaciar ubicado en los municipios de Kvinnherad, Odda y Etne, en la provincia de Vestland (Noruega). Con 168 km², es el tercero en tamaño de la Noruega continental, y es el más grande de los tres glaciares que constituyen Folgefonna. Su punto más alto tiene 1.660 m s. n. m. y su punto más bajo se encuentra a 490 m.